# ANZAC Square
ANZAC Square est une place du centre-ville de Brisbane, en Australie. Elle est située à la jonction de deux grandes artères, Ann Street et Adelaide Street. Vaste esplanade agrémentée d'espaces verts, elle doit son nom au Corps d'armée australien et néo-zélandais (en abrégé et en anglais ANZAC), qui s'est distingué sur plusieurs fronts durant la Première Guerre mondiale. 

## Description

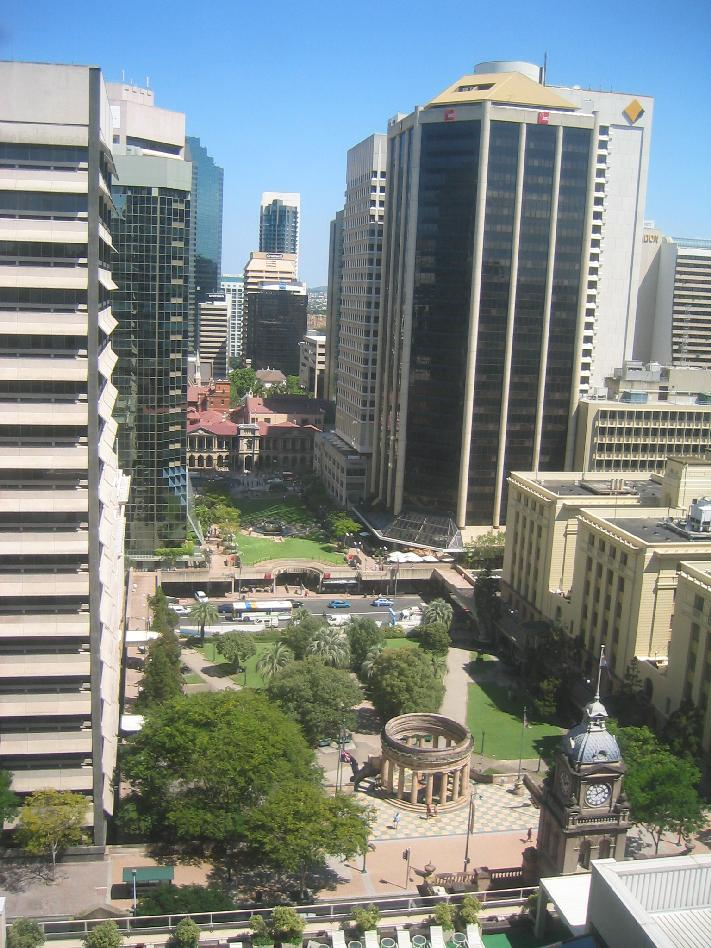
Une vue d'ANZAC Square.

ANZAC Square comprend une série de mémoriaux dédiés aux victimes tombées au cours des principaux conflits qui ont ensanglanté l'Empire britannique : Guerre des Boers (une statue équestre de « Trooper » agrémentée d'une plaque de bronze rend hommage aux « Héros du Queensland tombés lors des guerres sud-africaines »), Première Guerre mondiale, Seconde Guerre mondiale, guerre du Viêt Nam et guerre de Corée (ces deux derniers mémoriaux inaugurés en 1988).
La place s'organise autour d'un mausolée du souvenir (Shrine of Remembrance) érigé en 1930. Cette rotonde de style néo-grec abrite une flamme éternelle brûlant en mémoire des soldats australiens morts ou disparus au cours des différents conflits. À l'origine, il honore tout particulièrement les morts de la Première Guerre mondiale (60 000 sur une population s'élevant alors à 5 millions d'habitants, auxquels s'ajoutent 152 000 blessés). 
Il est complété après guerre par un mémorial en l'honneur des soldats australiens tombés lors de la Seconde Guerre mondiale (Shrine of Memories), agrandi en 1984. Des commémorations officielles ont lieu chaque année, le 25 avril.
Les différents espaces verts sont plantés de différentes essences, deux revenant tout particulièrement en raison de leur caractère symbolique : les baobabs, installés en mémoire des victimes de la Guerre des Boers, et les palmiers, qui symbolisent les campagnes méditerranéennes et moyen-orientales des troupes australiennes au cours des deux Guerres Mondiales.
L'esplanade d'ANZAC Square est entourée de bâtiments de styles et d'époques variées (immeubles et gratte-ciels). Des boutiques sont situées de part et d'autre, notamment le grand magasin ANZAC Square Arcade.